# Герб сельского поселения Медведево
Герб муниципального образования сельское поселение «Медве́дево» Ржевского района Тверской области Российской Федерации — опознавательно-правовой знак, служащий официальным символом муниципального образования.
Герб утверждён решением Совета депутатов сельского поселения «Медведево» № 59 от 25 мая 2011 года.
Герб внесён в Государственный геральдический регистр Российской Федерации под регистрационным номером 6908.

## Описание герба
«В серебряном поле червлёный трилистный крест, нижнее плечо которого длиннее и под ним стоящий чёрный медведь».
Герб сельского поселения Медведево, в соответствии с Законом Тверской области от 28 ноября 1996 года № 45 «О гербе и флаге Тверской области» (статья 7), может воспроизводиться в двух равно допустимых версиях:
— без вольной части;
— с вольной частью — четырёхугольником, примыкающим изнутри к верхнему краю герба сельского поселения Медведево с воспроизведёнными в нем фигурами из гербового щита Тверской области.
Герб сельского поселения Медведево, в соответствии с Методическими рекомендациями по разработке и использованию официальных символов муниципальных образований (Раздел 2, Глава VIII, п.п. 45-46), утверждёнными Геральдическим советом при Президенте Российской Федерации 28.06.2006 года, может воспроизводиться со статусной короной установленного образца.

## Обоснование символики
Село Медведево — центр муниципального образования имеет многовековую историю. Считается, что село появилось более шести столетий назад в XV веке. Существует легенда, говорящая о том, что однажды "ржевский князь, охотясь на медведя на сем холме, попал под зверя. С молитвою Николаю чудотворцу, охотник напряг все силы, применив холодное оружие, сумел освободиться из-под лап «хозяина леса». В память об этом князь построил здесь церковь во имя Святителя чудотворца Николая Мир Ликийского, и дал ей ещё одно мирское название: «Церковь Спаса, иже на Медведех». Со временем здесь появились погост и село Медведево. В XIX веке, уже перестроенная каменная церковь славилась своим звоном — помещик Култашевых, владевший колоколо-литейными заводами, подобрал для храма звонницу с «малиновым звоном».
Символика фигур герба сельского поселения многозначна:
 — медведь — гласный символ, указывает на название сельского поселения — Медведево
 — медведь и расположенный над ним крест указывают на легенду об основании села Медведево — центра муниципального образования. Крест — аллегория духовного оружия, силы духа, защиты.
Серебро — символ чистоты, совершенства, мира и взаимопонимания.
Красный цвет — символ труда, силы, мужества, красоты и праздника.
Чёрный цвет — символ мудрости, скромности, плодородия.
Герб разработан Союзом геральдистов России.
Герб создан авторским коллективом: идея герба — Константин Мочёнов (Химки), Вячеслав Мишин (Химки); художник и компьютерный дизайн — Ирина Соколова (Москва); обоснование символики — Кирилл Переходенко (Конаково).